# Hans Schlenck
Hans Schlenck (* 14. März 1901 in Bischofsheim an der Rhön; † 13. November 1944 bei Dormánd, Komitat Heves, Ungarn) war ein deutscher Schauspieler, Theaterregisseur und Theaterintendant.

## Leben

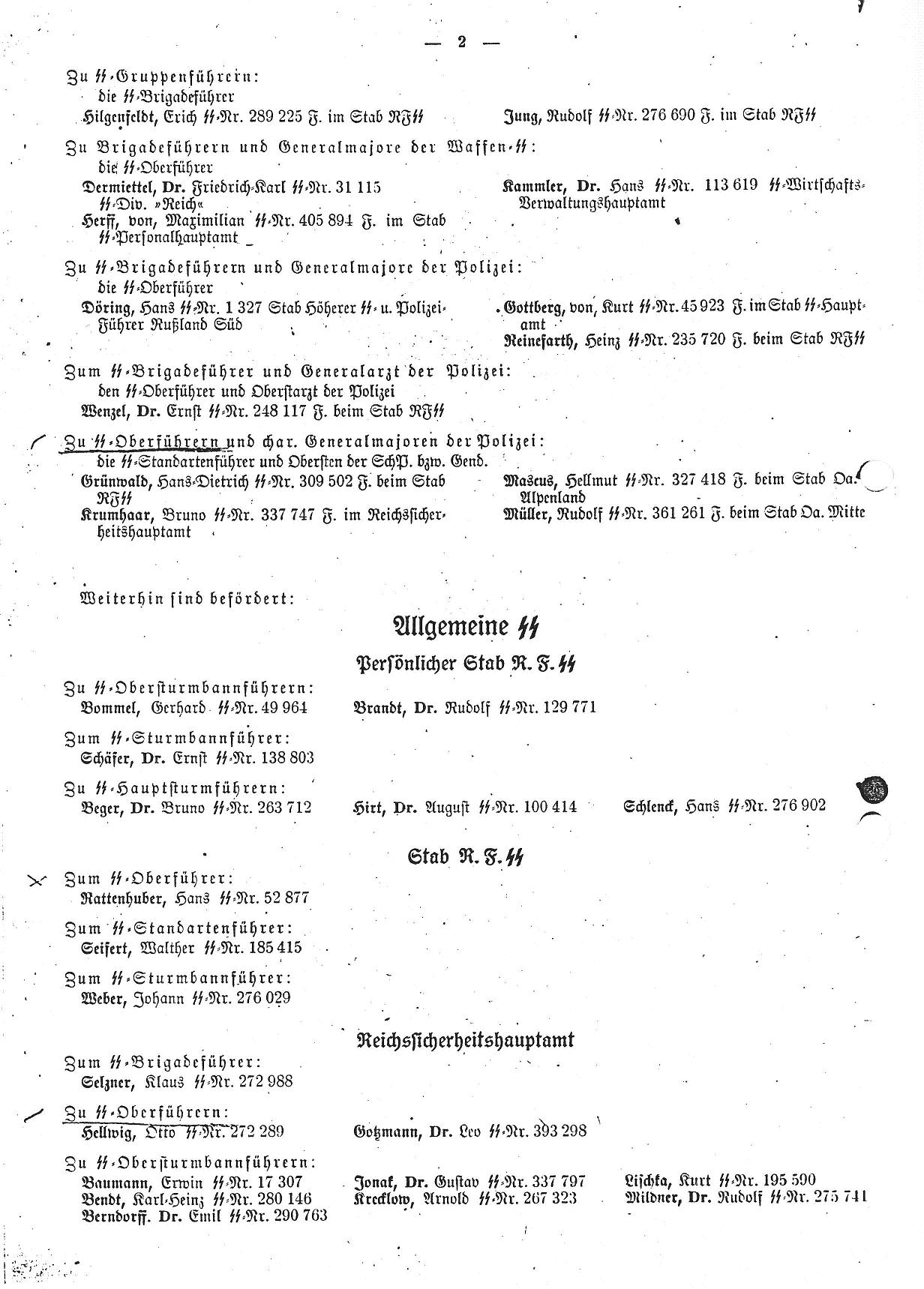
Beförderung zum SS-Hauptsturmführer an Hitlers Geburtstag 1942 im SS-Verordnungsblatt

Nach einem Hochschulstudium in München entschied er sich für den Schauspielerberuf und gab 1921 in Kassel sein Debüt. Er ging mit einer Wanderbühne auf Tournee und setzte dann an der Universität Göttingen sein Studium fort.
Nach einem Engagement am Staatstheater Kassel als Schauspieler, Regisseur und Dramaturg wurde er 1927 an das Bayerische Staatstheater in München verpflichtet, wo er als Schauspieler und Regisseur tätig war. Er war der Marquis von Posa in Don Carlos, Fiesko in Die Verschwörung des Fiesko zu Genua und Tellheim in Minna von Barnhelm, zudem Liebhaber und Bonvivant in verschiedenen Salonstücken.
1933 wurde er Oberspielleiter des Staatstheaters und zudem künstlerischer Leiter der Bayerischen Landesbühne. Im selben Jahr gelangte er auch als Filmschauspieler zu Popularität, als er in der Titelrolle von Heideschulmeister Uwe Karsten Partner Marianne Hoppes war. Zum 1. Mai 1933 trat er der SA bei, 1936 wurde er als SA-Truppführer in den Kulturkreis der SA berufen. Zum 13. September 1936 wechselte er als Untersturmführer zur SS (SS-Nummer 276.902), er gehörte zum persönlichen Stab des Reichsführers SS Heinrich Himmler. Schlenck avancierte im selben Jahr zum Generalintendanten des Landestheaters Oldenburg, 1940 zum Generalintendanten der Städtischen Bühnen in Breslau.
Zum 20. April 1942 wurde er zum SS-Hauptsturmführer befördert. Als Generalintendant der Städtischen Bühnen Breslau gastierte er am 15. März 1943 zum zweiten Mal zusammen mit seinem Ensemble im Rahmen einer Truppenbetreuungsveranstaltung im KZ Auschwitz. 1944 leistete er Kriegsdienst, bei dem er als Leutnant an der Front in Ungarn fiel.

## Filmografie
- 1932: Kreuzer Emden
- 1932: Ein Mann mit Herz
- 1933: Heideschulmeister Uwe Karsten
- 1934: Abschiedswalzer
- 1934: Die Liebe und die erste Eisenbahn
- 1934: Um das Menschenrecht[3]
- 1934: Schloß Hubertus
- 1935: Der Kampf mit dem Drachen
- 1935: Der Gefangene des Königs
- 1936: Liebeserwachen
- 1936: Maria, die Magd
- 1936: Susanne im Bade
- 1942: Violanta
- 1942/51: Augen der Liebe
- 1944/47: Umwege zu Dir